# Mason (Regisseurin)
Mason (* in Los Angeles, Kalifornien) ist eine US-amerikanische Pornoregisseurin.

## Karriere
Im Februar 2003 beendete sie ihre Zusammenarbeit mit Elegant Angel. Im April 2003 unterschrieb sie einen Exklusivvertrag bei Platinum X. Im März 2005 unterschrieb sie einen Exklusivvertrag bei Hustler Video. Im Juni 2005 verließ sie Hustler. Im September 2007 kehrte sie zu Elegant Angel zurück. im August 2013 verließ Mason Elegant Angel und ging zu OpenLife Entertainment. 2016 wurde sie in die XRCO Hall of Fame aufgenommen.

## Filmografie (Auswahl)
- 2002: Lady Fellatio in the Doghouse
- 2011: Asa Akira Is Insatiable 2
- 2012: Lexi
- 2012: Dani Daniels: Dare
- 2013: Anikka 1
- 2014: Allie
- 2014: DP Me 1 & 2
- 2015: Big Anal Asses 3
- 2015: DP Me 3
- 2015: Gangbang Me 2

## Auszeichnungen
| Jahr                            | Preis                               | Kategorie                                  | Werk                          | Resultat           |
| ------------------------------- | ----------------------------------- | ------------------------------------------ | ----------------------------- | ------------------ |
| 2003                            | AVN Award                           | Best Director: Non-Feature                 | Lady Fellatio in the Doghouse | Nominiert          |
| 2009                            | XRCO Award                          | Best Director: Non-Features                |                               | Nominiert          |
| 2010                            | XRCO Award                          | Best Director: Non-Features                |                               | Nominiert          |
| AVN Award                       | Director of the Year (Body of Work) |                                            |                               | Nominiert          |
| AVN Award                       | Director of the Year (Body of Work) | 2011                                       |                               | Nominiert          |
| XRCO Award                      | Best Director: Non-Features         |                                            |                               | Nominiert          |
| XRCO Award                      | Best Director: Non-Features         | 2012                                       |                               | Nominiert          |
| Urban X Award                   | Best Director: Gonzo                | Asa Akira Is Insatiable 2                  | Gewonnen                      |                    |
| AVN Award                       | Best Director: Non-Feature          | Asa Akira Is Insatiable 2                  | Gewonnen                      |                    |
| AVN Award                       | Director of the Year (Body of Work) |                                            | Nominiert                     |                    |
| NightMoves Award                | Best Director: Non-Parody           |                                            | Nominiert                     |                    |
| Rogreviews Critics Choice Award | Best Director                       |                                            | Nominiert                     |                    |
| 2013                            | Sex Award                           | Favorite Director                          | Nominiert                     |                    |
| 2013                            | XRCO Award                          | Best Director: Non-Features                | Nominiert                     |                    |
| 2013                            | XBIZ Award                          | Director of the Year: Body of Work         | Nominiert                     |                    |
| 2013                            | XBIZ Award                          | Director of the Year - Non-Feature Release | Nominiert                     | Lexi               |
| 2013                            | AV Award                            | Best Director: Non-Feature                 | Nominiert                     | Dani Daniels: Dare |
| 2013                            | AV Award                            | Director of the Year: Body of Work         | Nominiert                     |                    |
| 2014                            | AV Award                            | Director of the Year                       | Nominiert                     |                    |
| 2014                            | AV Award                            | Best Director: Non-Feature                 | Anikka 1                      | Gewonnen           |
| 2014                            | XRCO Award                          | Best Director: Non-Features                |                               | Gewonnen           |
| 2014                            | Night Moves Award                   | Best Director: Non-Feature                 | Nominiert                     |                    |
| 2014                            | Night Moves Award                   | Fan Award: Best Director: Non-Feature      | Nominiert                     |                    |
| 2014                            | The Fannys                          | Best Director                              | Nominiert                     |                    |
| 2014                            | TLA Raw Award                       | Best Director                              | Nominiert                     |                    |
| 2014                            | XBIZ Award                          | Director of the Year - Non-Feature Release | Nominiert                     | Anikka 1           |
| 2015                            | XBIZ Award                          | Director of the Year - Non-Feature Release | Nominiert                     | Allie              |
| 2015                            | XBIZ Award                          | Director of the Year: Body of Work         | Nominiert                     |                    |
| 2015                            | XRCO Award                          | Best Director: Non-Features                | Nominiert                     |                    |
| 2015                            | NightMoves Award                    | Best Director: Non-Feature                 | Nominiert                     |                    |
| 2015                            | NightMoves Award                    | Fan Award: Best Director: Non-Feature      | Nominiert                     |                    |
| 2015                            | AVN Award                           | Director of the Year                       | Gewonnen                      |                    |
| 2015                            | AVN Award                           | Best Director: Non-Feature                 | Gewonnen                      | Allie              |
| 2016                            | AVN Award                           | Best Director: Non-Feature                 | Big Anal Asses 3              | Nominiert          |
| 2016                            | AVN Award                           | Director of the Year                       |                               | Nominiert          |
| 2016                            | XRCO Award                          | Best Director: Non-Features                |                               | Nominiert          |
| 2016                            | XBIZ Award                          | Director of the Year: Body of Work         |                               | Nominiert          |
| 2016                            | XBIZ Award                          | Director of the Year - Non-Feature Release | Gangbang Me 2                 | Nominiert          |